# Družina Sibela
 Družina Sibela  (tudi skupina Sibela) je družina asteroidov , ki se nahajajo v zunanjem delu asteroidnega pasu. 

Družina ima ime po največjem asteroidu Sibeli, ki je bila odkrita leta 1861. Asteroidi krožijo okrog Sonca tako, da so v orbitalni resonanci 4 : 7 z Jupitrom .
Srednji polmer tirnic družine je med 3,27 in 3,7 a.e., izsrednost tirnic je manj kot 0,3, nakloni tira pa so manjši od 25°.
Družina je verjetno ostanek prvotne populacije asteroidov, ki so ostali na svojih tirnicah že ob nastajanju Osončja .

## Največji asteroidi v družini
V naslednjem seznamu so navedeni največji asteroidi, ki so člani družine Sibela.
| Ime | Ime      | Srednji premer | Velika polos | Naklon tira | Izsrednost | Leto odkritja |
| --- | -------- | -------------- | ------------ | ----------- | ---------- | ------------- |
| 65  | Sibela   | 237,3 km       | 3,436 a.e.   | 3,55°       | 0,104      | 1861          |
| 76  | Freja    | 183,7 km       | 3,415 a.e.   | 2,12°       | 0,164      | 1862          |
| 87  | Silvija  | ~270 km        | 3,490 a.e.   | 10,856°     | 0,080      | 1866          |
| 107 | Kamila   | 222,6 km       | 3,479 a.e.   | 10,05°      | 0,079      | 1868          |
| 121 | Hermiona | 209,0 km       | 3,446 a.e.   | 7,579°      | 0,143      | 1872          |
| 225 | Henrieta | 121,0 km       | 3,382 a.e.   | 20,902°     | 0,268      | 1882          |
| 229 | Adelinda | 93,0 km        | 3,413 a.e.   | 2,092°      | 0,147      | 1882          |
| 260 | Huberta  | 95,0 km        | 3,445 a.e.   | 6,444°      | 0,123      | 1886          |
| 319 | Leona    | 68,0 km        | 3,389 a.e.   | 10,557°     | 0,227      | 1891          |
| 401 | Otilija  | 99,0 km        | 3,350 a.e.   | 5,973°      | 0,041      | 1895          |
| 414 | Liriopa  | 70,0 km        | 3,508 a.e.   | 9,542°      | 0,069      | 1896          |
| 420 | Bertolda | 141,0 km       | 3,414 a.e.   | 6,659°      | 0,043      | 1896          |